# Tumu, Ghana

Tumu är en ort i nordvästra Ghana. Den är huvudort för distriktet Sissala East, och folkmängden uppgick till 11 086 invånare vid folkräkningen 2010.